# Krátkotělka kostarická
Krátkotělka kostarická (latinsky: Phallichthys tico, slovensky: Živorodka kostarická, anglicky: Dwarf Merry widow). Rybu poprvé popsal v roce 1963 americký ichtyolog William Albert Bussing, znám jako Don William (27. září 1933, Los Angeles, Kalifornie – 2014 San Jose, Kostarika). Název je odvozen od španělského slangového slova tico, což znamená kostarický, Kostaričan.

## Popis
Ryba je menšího vzrůstu. Robustní tělo je středně velké, mírně oválné. Barva je medová, měděná, s černým lemováním hřbetních ploutví, samice mají na světle, z určitých úhlů, blankytně modrou řitní ploutev. Samci dorůstají do 1,5 až 2,0 (2,5) cm délky, samice 3,0 až 3,5 cm. Pohlaví ryb je snadno rozeznatelné: samci mají pohlavní orgán gonopodium, samice klasickou řitní ploutev.

## Biotop
Ryba žije ve sladkých vodách střední Ameriky, resp. v horním toku řeky San Juan na Kostarice a na Lago de Nicaragua, v Nikaragui u hranic s Kostarikou. Místo původního nálezu bylo slepé rameno, 200 m². Ryby se zdržovaly v hlubších vodách do 30 cm, při vyplašení se schovávaly do hustých trsů trávy. Ryba se ráda držela blízko břehu, na mělčinách nebo několik centimetrů pod hladinou, v blízkosti travnatých břehů v malých hejnech o 20–30 jedincích.

## Chov v akváriu
- Chov ryby: Ryba je vhodná pro mini akvária. Doporučuje se chovat v hejnu, 1 samec na 3 až 4 samice.[4]
- Teplota vody: 23(20)–28°C,[4][5]
- Kyselost vody: 7,0–7,5pH[4]
- Tvrdost vody: 6–15°dGH[4]
- Krmení: Jedná se o všežravou rybu, přijímá tedy umělé vločkové krmivo, mražené krmivo, drobné živé krmivo (nítěnky, plankton), rostlinnou potravu, řasy. Ryba upřednostňuje drobnou živou potravu (grindal, mikry).[4][5][6]
- Rozmnožování: Po 4–5 týdnech od páření samice rodí živá mláďata v počtu 10–50 ks. Mláďata mají malé tlamy, tomu je nutné přizpůsobit velikost podávané potravy. Ideální je krmit cyklopem.[pozn. 1]